# Jeison Chalá
Jeison Daniel Chalá Vásquez (Ibarra, 8 dicembre 1994) è un calciatore ecuadoriano, attaccante dell'El Nacional.

## Carriera

### Club
Il 15 febbraio 2021 viene acquistato a titolo definitivo dalla squadra argentina del Godoy Cruz.

## Statistiche

### Presenze e reti nei club
Statistiche aggiornate al 18 febbraio 2021.
| Stagione                    | Squadra                     | Campionato                  | Campionato | Campionato | Coppe nazionali | Coppe nazionali | Coppe nazionali | Coppe continentali | Coppe continentali | Coppe continentali | Altre coppe | Altre coppe | Altre coppe | Totale | Totale |
| Stagione                    | Squadra                     | Comp                        | Pres       | Reti       | Comp            | Pres            | Reti            | Comp               | Pres               | Reti               | Comp        | Pres        | Reti        | Pres   | Reti   |
| --------------------------- | --------------------------- | --------------------------- | ---------- | ---------- | --------------- | --------------- | --------------- | ------------------ | ------------------ | ------------------ | ----------- | ----------- | ----------- | ------ | ------ |
| 2015                        | ESPOLI                      | SD                          | ?          | 5          | -               | -               | -               | -                  | -                  | -                  | -           | -           | -           | ?      | 5      |
| 2016                        | LDU Portoviejo              | SD                          | ?          | 5          | -               | -               | -               | -                  | -                  | -                  | -           | -           | -           | ?      | 5      |
| 2017                        | Clan Juvenil                | PD                          | 19         | 2          | -               | -               | -               | -                  | -                  | -                  | -           | -           | -           | 19     | 2      |
| 2018                        | Universidad Católica        | PD                          | 40         | 4          | -               | -               | -               | -                  | -                  | -                  | -           | -           | -           | 40     | 4      |
| 2019                        | Universidad Católica        | PD                          | 31         | 2          | -               | -               | -               | CS                 | 6                  | 2                  | -           | -           | -           | 37     | 4      |
| 2020                        | Universidad Católica        | PD                          | 15         | 3          | -               | -               | -               | CS                 | 2                  | 0                  | -           | -           | -           | 17     | 3      |
| Totale Universidad Católica | Totale Universidad Católica | Totale Universidad Católica | 86         | 9          |                 | -               | -               |                    | 8                  | 2                  |             | -           | -           | 94     | 11     |
| Totale carriera             | Totale carriera             | Totale carriera             | 105+       | 21         |                 | -               | -               |                    | 8                  | 2                  |             | -           | -           | 113+   | 23     |